# 长叶百蕊草
长叶百蕊草（学名：Thesium longifolium）为檀香科百蕊草属下的一个种。